# Francisco Manuel Alves
Francisco Manuel Alves, más conocido como Abad de Baçal (portugués:Abade de Baçal) (9 de abril de 1865 - 13 de noviembre de 1947), Sacerdote católico, arqueólogo e historiador de Portugal.
Nacido en una aldea cercana a Braganza, fue ordenado sacerdote el 13 de junio de 1889, y desde entonces, y hasta su muerte, fue párroco de su aldea natal. Dedicó su vida recoger testimonios arqueológicos, etnológicos e históricos de la región de Trás-os-Montes y, especialmente del distrito de Braganza. 
Su obra principal fue Memórias arqueológicas-históricas do distrito de Bragança (1909-1947), en once volúmenes.
En 1925 fue nombrado director-conservador del Museu Regional de Bragança, que desde 1935 es designado como Museo del Abad de Baçal en su honor.